# Шагирлой
Шагирло́й (каз. Шағырлой) — село у складі Сиримського району Західноказахстанської області Казахстану. Адміністративний центр Саройського сільського округу.
У радянські часи село називалось Комінтерн.
Населення — 530 осіб (2021; 643 у 2009, 1008 у 1999, 1304 у 1989).